# Hymenophyllum johorense
Hymenophyllum johorense är en hinnbräkenväxtart som beskrevs av Holtt. Hymenophyllum johorense ingår i släktet Hymenophyllum och familjen Hymenophyllaceae. Inga underarter finns listade.